# Folhinha de Petersburgo
A Folhinha de Petersburgo (Pietiebúrgski Listók), jornal que tinha como subtítulo: " Jornal Literário e da Vida Cotidiana", foi lançado em 1864 e tratava exclusivamente dos acontecimentos ocorridos na cidade.